# Olof Granatenburg
Olof Bengtsson, 1662 adlad Granatenburg, född 1608, död 1679, var en svensk officer. 

## Biografi
Granatenburg började sin krigstjänst 1628 och deltog i trettioåriga kriget fram till 1634, varefter han blev löjtnant vid ett värvat regemente i Riga. År 1639 blev han kapten vid Viborgs infanteriregemente i garnison i Livland, och utnämndes 1645 till hauptmann på Kexholms fästning. Natten mellan 2 och 3 juli 1656 omringade en betydlig rysk styrka fästet, vars bemanning utgjordes av omkring 200 man. Olof Bengtsson tillbakavisade uppmaningen att ge sig och försvarade sig tills slutligen överbefälhavaren för trupperna i Finland, Gustaf Adolf Lewenhaupt, kom slottet till undsättning, varefter ryssarna 26 september avtågade.
Han befordrades därefter till överstelöjtnant vid Gustaf Horns regemente och deltog i de danska fälttågen. Åren 1665–1671 var han kommendant på Nyslott i Finland och blev 1671 kommendant på Visborgs slott i Visby med överstes grad.
Efter avsked övertog han troligen gården Tveta på Öland 1675, efter det att han av Karl XI hade förlänats 600 daler silvermynt årligen för sitt uppehälle. Olof Granatenburg var gift två gånger; första hustruns namn är okänt, andra hustruns namn var Anna Pahl.